# Eugenio Pizzuto
Eugenio Pizzuto Puga, plus connu sous le nom de Eugenio Pizzuto, né le 13 mai 2002 à San Luis Potosí, est un footballeur mexicain qui joue au poste de milieu défensif aux Tigres UANL.

## Carrière

### En club
Eugenio Pizzuto est passé par l'académie du Wellington Phoenix en Nouvelle Zélande, où il arrivé en 2014, à la suite de repérages au Mexique. Il rejoint ensuite l'académie du CF Pachuca dans son pays natal en juillet 2017.
Lors de ses débuts en 2020 avec le CF Pachuca, il se blesse gravement au péroné. 
Le 1er août 2020, il s'engage libre au LOSC Lille.
En accord avec son club, il résilie son contrat le 17 janvier 2022.

### En sélection nationale
International avec les moins de 15 ans et les moins de 17 ans, il est appelé en août 2019 par Tata Martino en équipe du Mexique A, alors même qu'il n'a pas encore fait ses débuts professionnels avec Pachuca.
En octobre et novembre 2019, il est sélectionné pour la Coupe du monde des moins de 17 ans au Brésil, où il est le capitaine titulaire du Mexique, sauf contre l'Italie en match de poule. Les Mexicains atteignent la finale de la compétition, ayant déjà été champions en 2005 et 2011.
Il figure par la suite notamment dans l'équipe type de la compétition de France Football et de différents médias.

## Palmarès
Mexique -17 ans
- Championnat de la CONCACAF des moins de 17 ans
  - Vainqueur en 2019.
- Coupe du monde des moins de 17 ans
  - Finaliste en 2019.